# Museo de Arte Maryhill
El Museo de Arte Maryhill es un pequeño museo con una colección ecléctica, ubicado cerca de lo que ahora es la comunidad de Maryhill en el estado de Washington, Estados Unidos.
El museo está situado en un acantilado que domina el extremo oriental del desfiladero del río Columbia. Originalmente, la estructura estaba destinada a ser una mansión para el empresario Samuel Hill (1857-1931) y fue diseñada por los arquitectos Hornblower y Marshall. Se le dio el nombre de Maryhill en honor a la esposa de Hill, hija de James J. Hill, un magnate de los ferrocarriles Great Northern Railroad, y estaba destinada a ser utilizada como un hogar en el que pudieran recibir a King Albert I de Bélgica, amigo de la infancia de Samuel Hill. La construcción se detuvo cuando Estados Unidos entró en la Primera Guerra Mundial.El edificio del museo sin terminar fue dedicado el 3 de noviembre de 1926 por la Reina María de Rumania y se abrió al público en el cumpleaños de Hill (13 de mayo) en 1940. La primera expansión física del museo se completó cuando el Ala Mary y Bruce Stevenson se abrió al público en mayo de 2012. Incluye una plaza con vistas al río Columbia, un centro educativo, una sala de colecciones y una cafetería.

## Destacables en la colección del Museo de Arte Maryhill son
- Esculturas de yeso y bronce y acuarelas de Auguste Rodin, incluyendo versiones de algunas de sus obras más importantes: Los Burgueses de Calais, El Pensador y partes de La Puerta del Infierno.[5]
- Pinturas europeas y americanas, incluyendo obras de William McGregor Paxton, R. H. Ives Gammell, William Stanley Haseltine, Frederic Leighton,  y Edwin Blashfield.[6]
- Arte indígena americano, incluyendo cestas y trabajos en cuentas de la región de la Meseta del Columbia.[7]
- Maniquíes y réplicas de escenarios del Théâtre de la Mode.[6]
- Más de 300 juegos de ajedrez de todo el mundo.[6]
- Iconos de la Iglesia Ortodoxa Oriental, incluyendo algunos donados por la Reina María de Rumania.[8]
- Mobiliario del palacio y objetos personales que pertenecieron a la Reina María.[8]
- Objetos relacionados con la bailarina Loïe Fuller.[6]
- Vidrio de la época del Art Nouveau de Émile Gallé, René Lalique y otros.[9]
- Una exhibición permanente sobre la vida y proyectos de Samuel Hill.
- Un parque de esculturas al aire libre que contiene más de una docena de obras de artistas del Pacífico Noroeste.[6]
- Maryhill Loops Road, la primera carretera asfaltada en el estado de Washington  en 1911 y sede del Festival Anual de Velocidad de Maryhill, la única carrera de la Copa Mundial de la International Gravity Sports Association en América del Norte.[6]

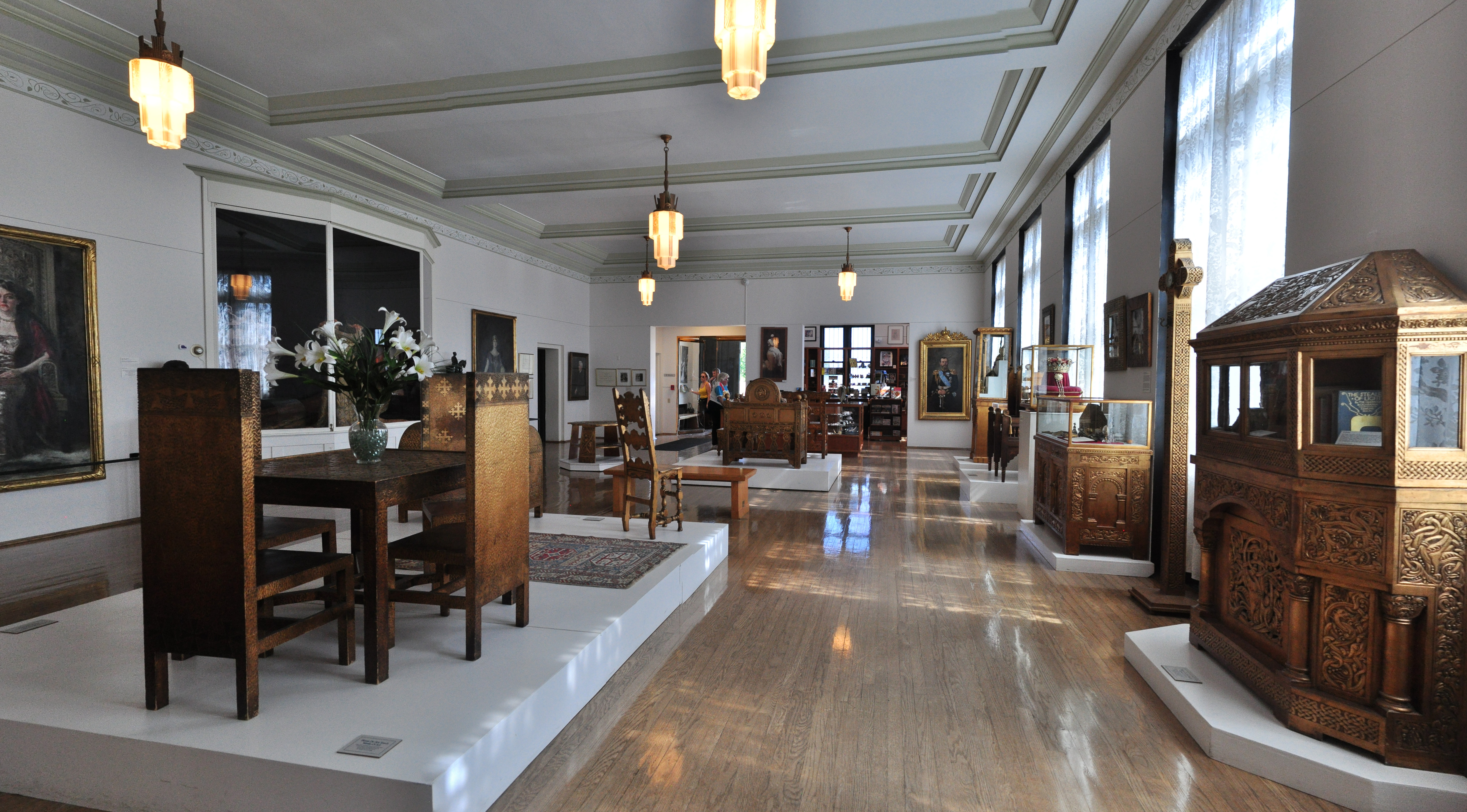
Interior del Museo de Arte de Maryhill, Maryhill, Washington. Esta es la sala por la que se ingresa al museo y contiene principalmente regalos de la Reina Marie de Rumania, incluyendo muchos muebles de.

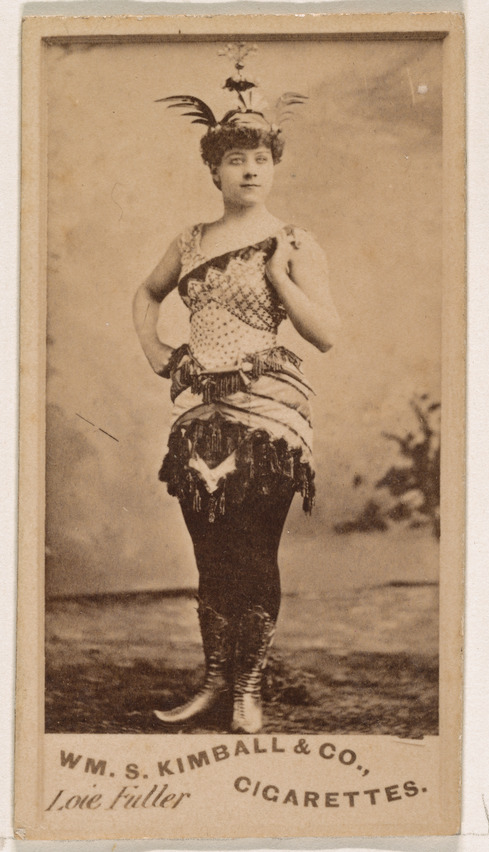
Loie Fuller (1862-1931)

El edificio del Museo Maryhill fue diseñado como una residencia privada para Sam Hill por los arquitectos Hornblower & Marshall de Washington, D.C. Fue diseñado en un estilo Beaux-Arts y construido con hormigón armado a partir de 1914. Hill imaginó la estructura como un edificio de ranchos en medio de una comunidad agrícola de 5,300 acres que estaba desarrollando en el extremo oriental del Columbia River Gorge. Durante una visita en 1917 de su amiga Loïe Fuller, decidió convertir su casa sin terminar en "un museo en beneficio del público y para el mejoramiento del arte francés en el noroeste lejano de América". La contribución de Hill al nuevo museo incluía casi 90 cestas de nativos americanos, más de 70 esculturas y acuarelas de Rodin, y muchos objetos personales.

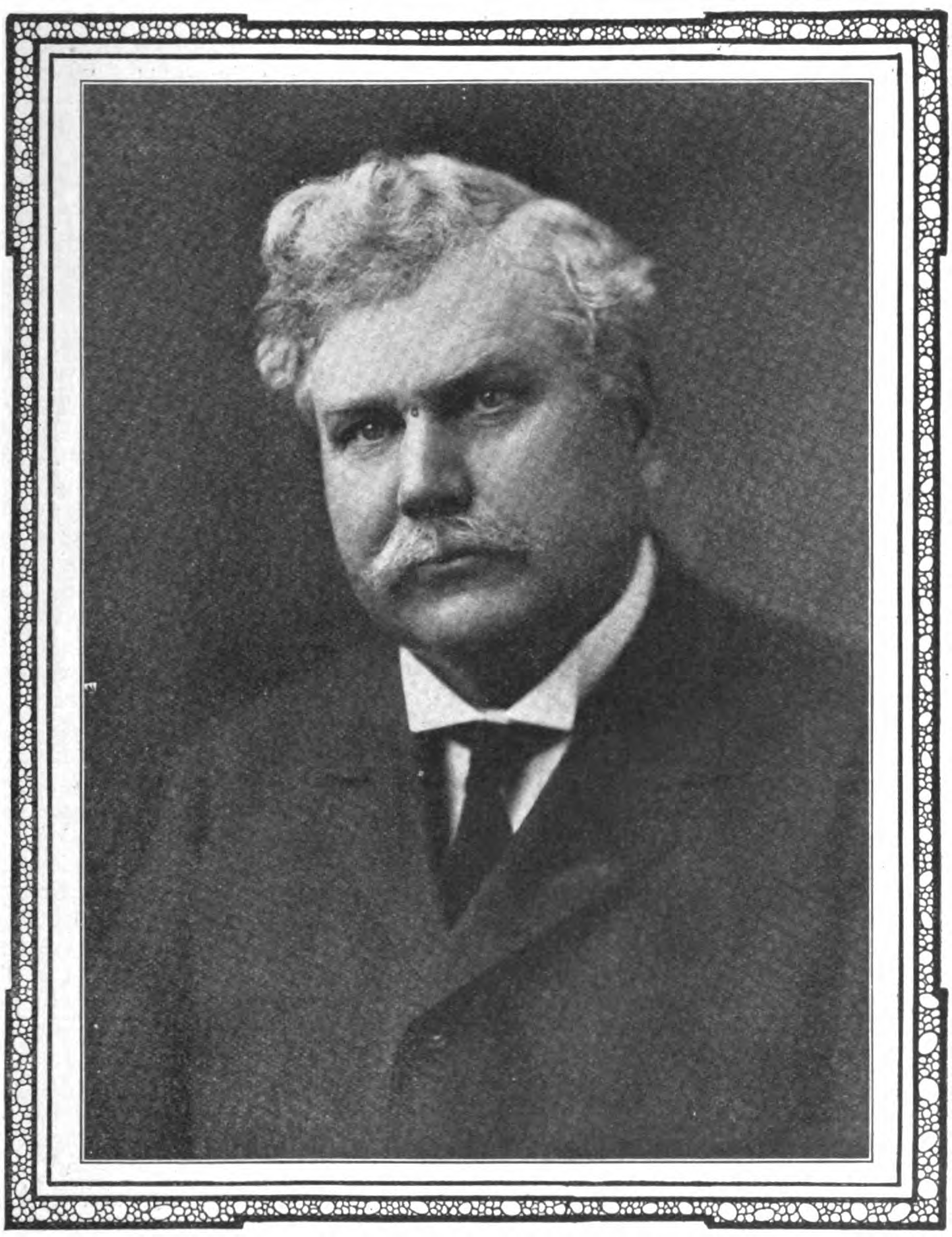
Sam Hill (1857-1928)

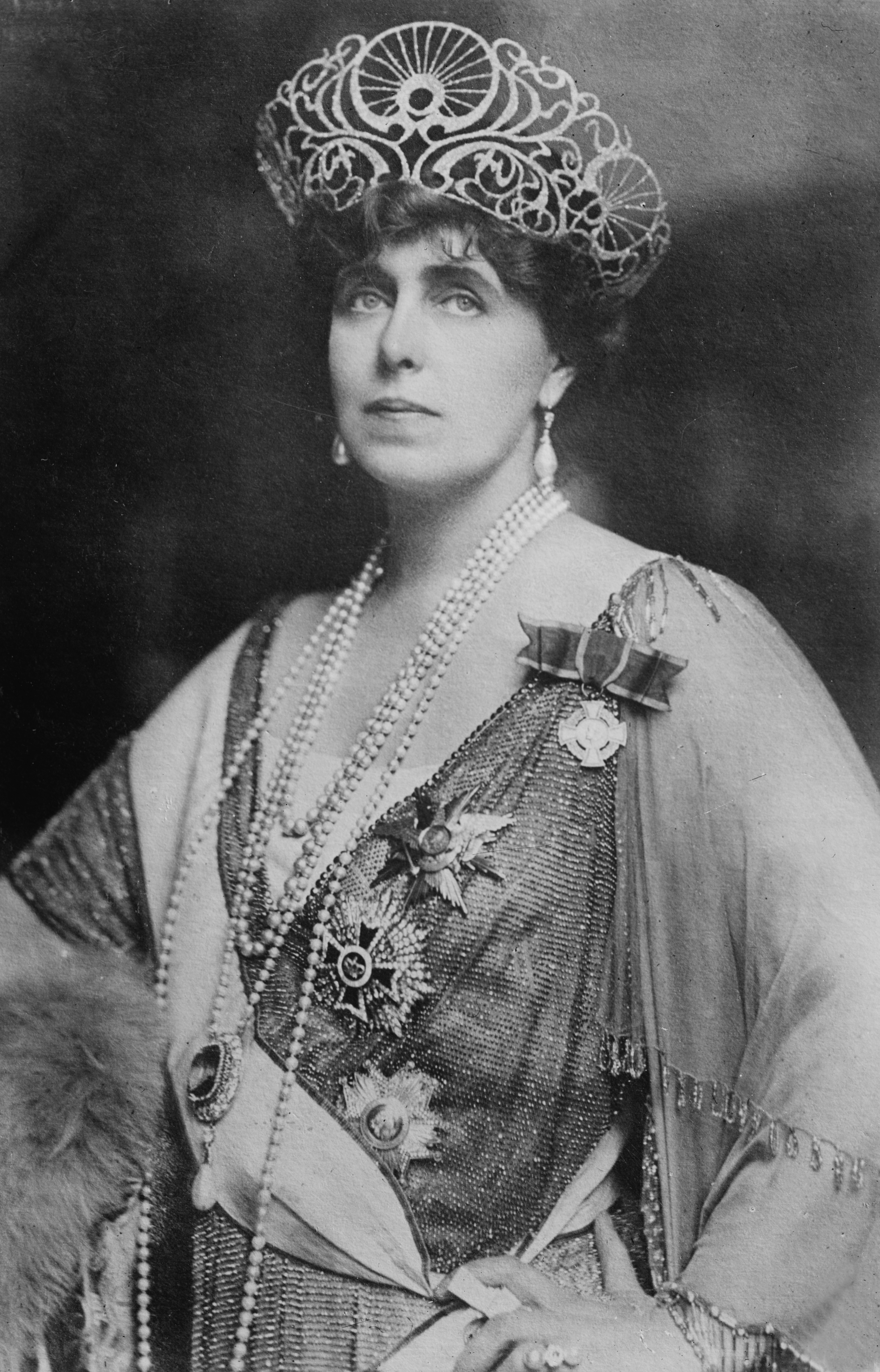
Reina María de Rumania (1875-1938)

Fuller, por su parte, proporcionó al museo moldes de yeso de las manos de más de una docena de celebridades de la época. Ella donó al museo numerosas figuras pequeñas talladas en marfil, crucifijos que le fueron regalados originalmente por Désiré-Joseph Mercier, Cardenal Arzobispo de Malinas. También convenció a algunos de sus muchos amigos para que hicieran sus propias donaciones al incipiente museo.

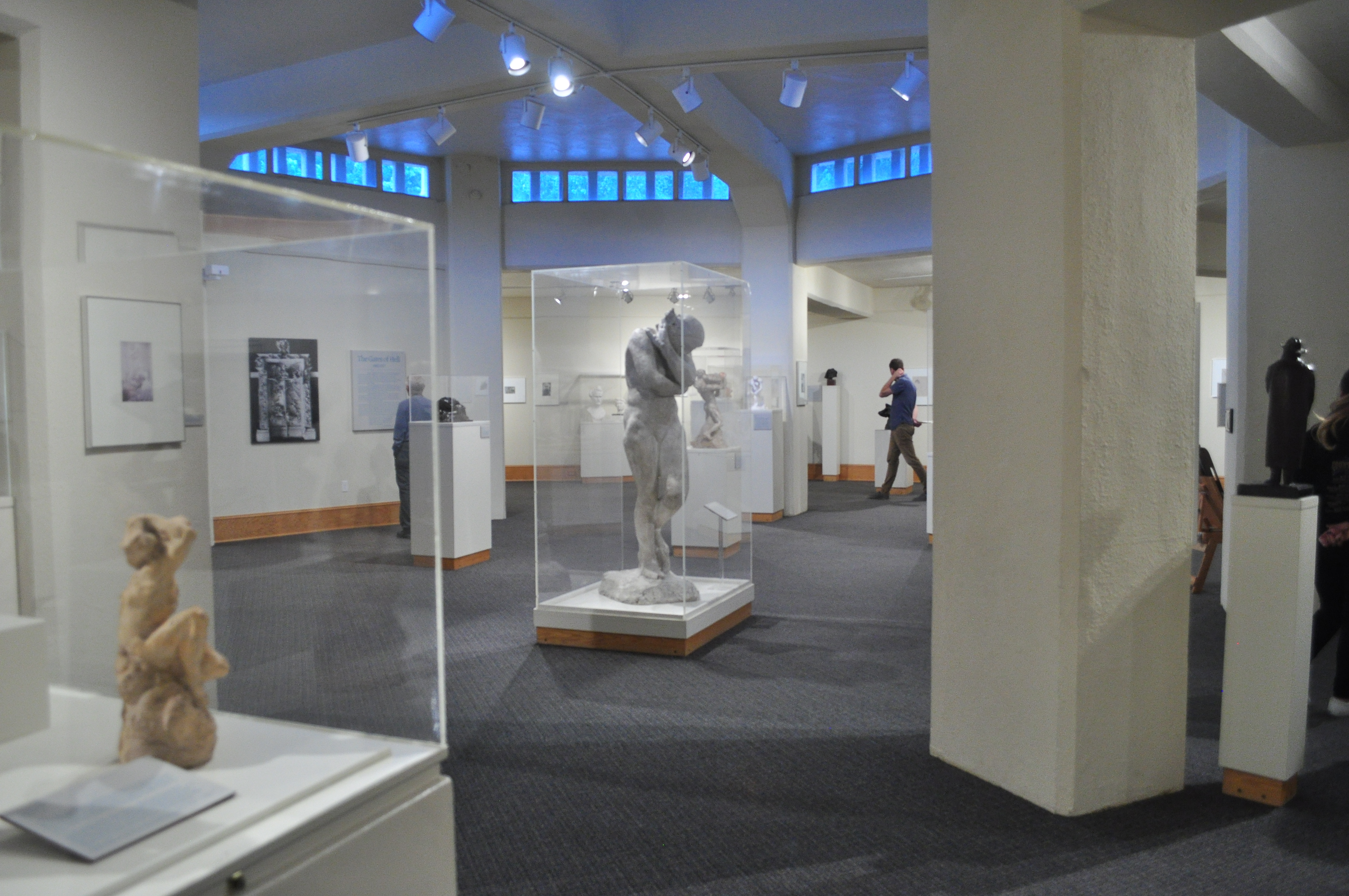
Colección Rodin en el Museo de Arte Maryhill

Durante su visita en 1926 para la inauguración del museo, la reina María de Rumania donó a Maryhill más de 100 objetos. Estos incluían objetos personales, objetos folklóricos rumanos, iconos rusos y diversos textiles. Ese mismo año, la hija mayor de la reina María, Elisabetha, ex reina consorte de Grecia, entregó al museo una colección de pequeñas figurillas de Tanagra y varias ánforas antiguas de Chipre. Un año antes, el museo había recibido su primera donación, tres objetos de filigrana de plata, de la segunda hija de la reina María, Marie, reina consorte de los serbios, croatas y eslovenos.
El Museo Maryhill tiene una deuda profunda con su cuarta gran benefactora, Alma de Bretteville Spreckels. Tras la muerte de Hill (1931), Fuller (1928) y la reina María (1938), trabajó incansablemente para convertir la mansión inacabada de Sam Hill en un museo de arte. A lo largo de los años, Spreckels había adquirido muchos objetos de la reina María que estaban destinados a una "Sala Rumana" en el Palacio de la Legión de Honor de California en San Francisco. En cambio, donó este material al Museo Maryhill en 1938. Incluía el trono de oro de la reina María y otras piezas únicas de mobiliario inspirado en el arte bizantino, una réplica de su corona de coronación y otros objetos. Spreckels también donó al Maryhill una colección de vidrio artístico de artistas como Émile Gallé y René Lalique, algunas cerámicas art déco de Serafim Sudbinin, pinturas europeas y textiles eclesiásticos de la Iglesia Apostólica Armenia.

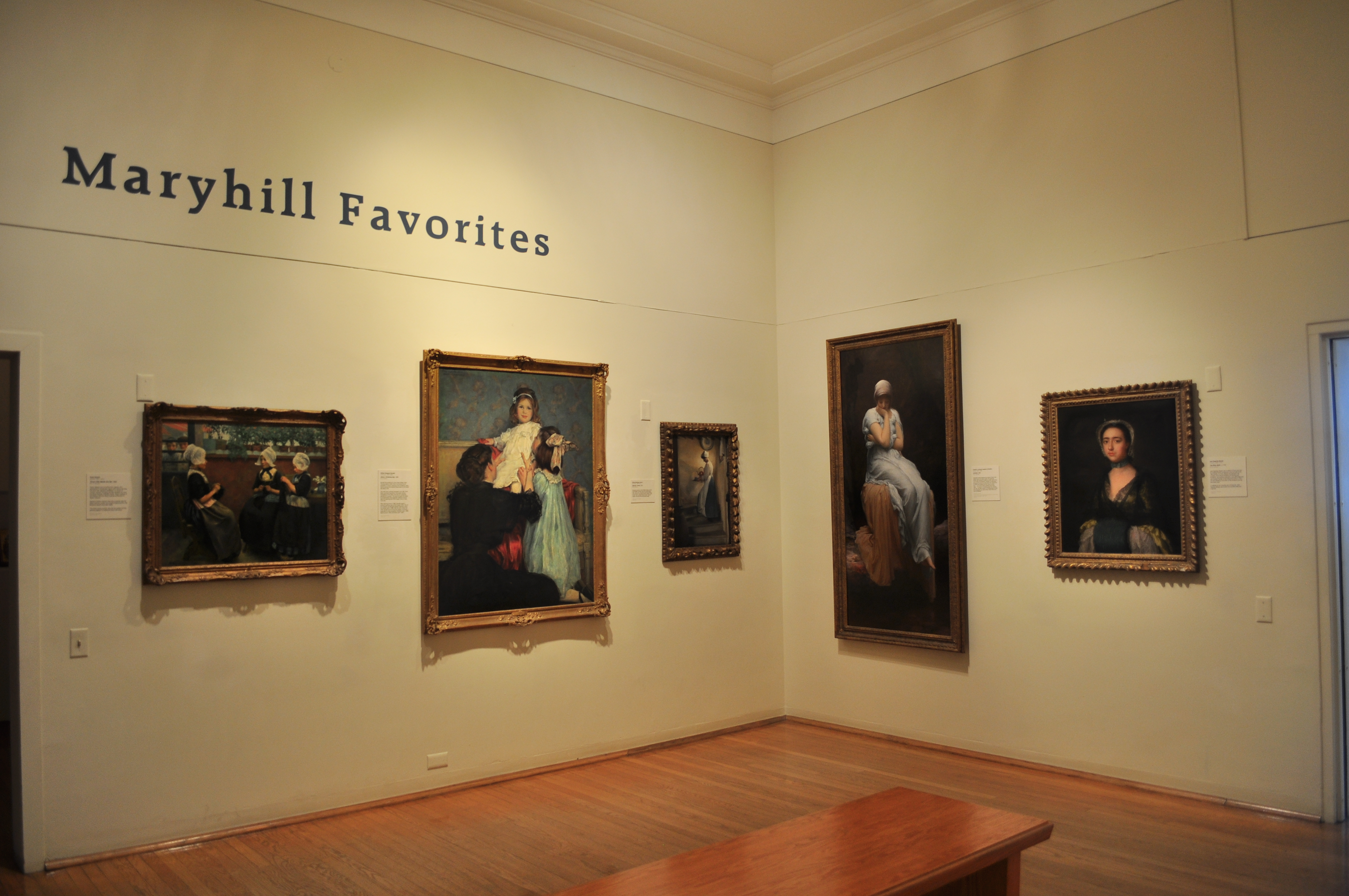
Pinturas diversas, Museo de Arte de Maryhill, Maryhill, Washington.

Los esfuerzos de Spreckels también ayudaron a llevar el Théâtre de la Mode a Maryhill. Después de ser exhibidos en París en 1945-1946, los maniquíes recorrieron Europa y Estados Unidos. Su última sede estadounidense fue el Museo Memorial M. H. de Young en San Francisco. Los organizadores intentaron luego devolverlos a París, pero la Chambre Syndicale de la Couture Parisienne, el creador original del Théâtre de la Mode, no estaba dispuesta a pagar los aranceles aduaneros. Los maniquíes fueron almacenados en la tienda por departamentos City of Paris de San Francisco mientras se tomaba una decisión sobre su futuro. Spreckels sugirió que los maniquíes fueran enviados a Maryhill, y llegaron al museo a tiempo para la temporada de 1952.
Otras personas también contribuyeron al crecimiento temprano de la colección de arte de Maryhill. Clifford Dolph, quien se desempeñó como el primer director del museo (1938-1972), tenía una pasión por el ajedrez. Con el estímulo de la Junta de Síndicos del museo, comenzó a coleccionar juegos de ajedrez en 1957. Dolph también era un admirador perspicaz de la pintura realista y muchas de las obras de arte más importantes del museo fueron adquiridas durante su mandato. Expuso, compró y promovió el trabajo de artistas estadounidenses asociados con el Realismo Clásico. En el año 2000, el Fideicomiso de los Estudios R. H. Ives Gammell le otorgó al museo una serie de 23 paneles titulada "Una Secuencia Pictórica Pintada por R. H. Ives Gammell Basada en The Hound of Heaven". Las pinturas se estrenaron en Maryhill en 1957 y la relación del museo con Gammell y los artistas de su círculo se puede vincular directamente a la decisión de colocar permanentemente las obras en el museo.

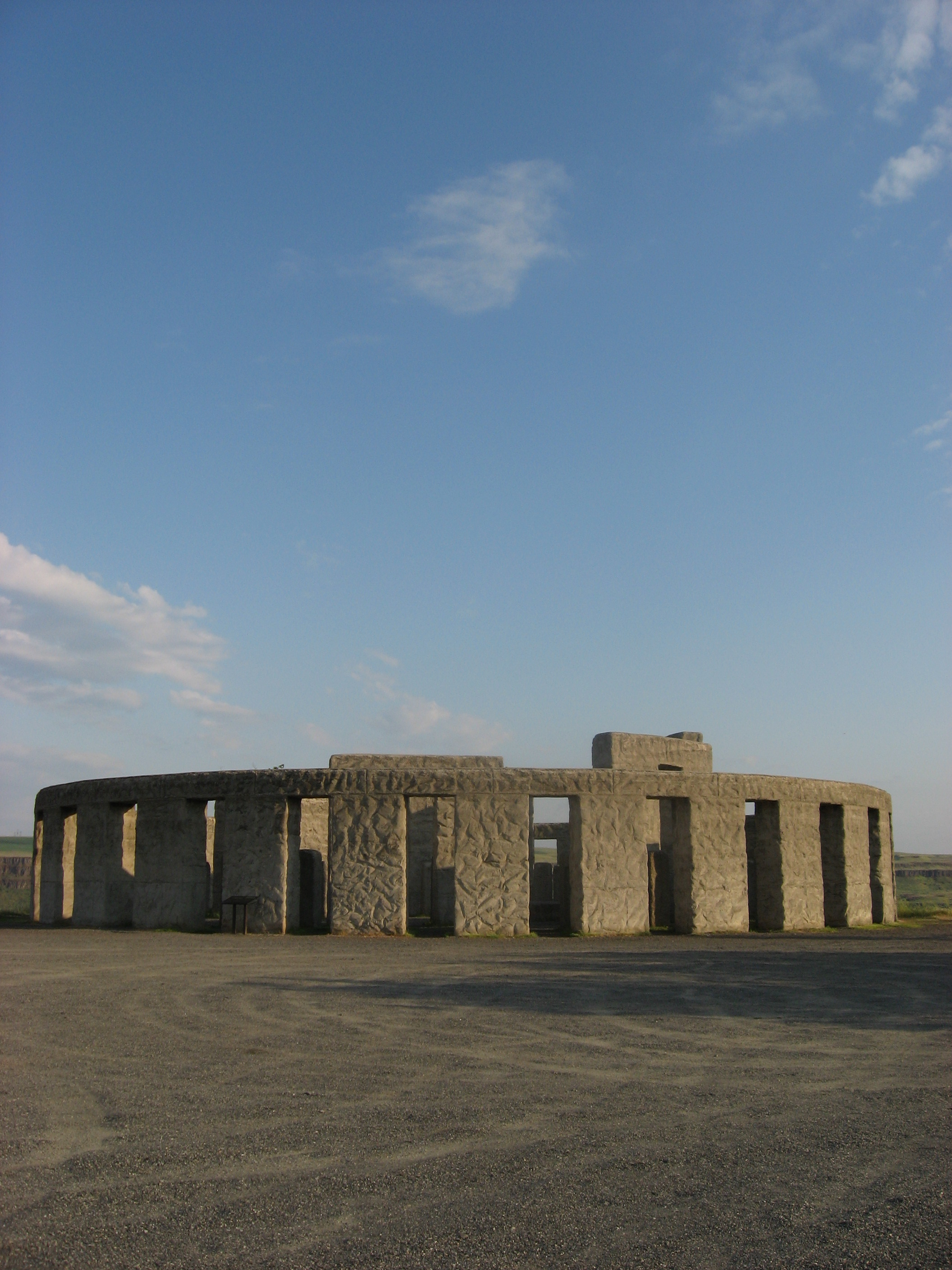
Replica de Stonehenge de Samuel Hill en Maryhill, Washington

El arte indígena americano siempre ha sido una parte importante de la misión del Museo de Arte de Maryhill. Comenzando con la colección del propio Sam Hill, las posesiones de cestería indígena ahora suman más de 900 elementos. Una donación de arte indígena particularmente importante fue realizada en 1940 por Mary Underwood Lane. Ella era la nieta del jefe de la Watlala, también conocido como Jefe Chenoweth. El regalo de Lane incluía objetos de la era del comercio de pieles y muchos artículos tallados, tejidos y adornados de la región del río Columbia Medio. Una extensa colección de material ártico fue entregada al museo en 1979 por los herederos de Harvey T. Harding, quien había operado una tienda en Nome, Alaska, desde 1899 hasta 1907. Harding mantuvo un diario de sus experiencias en el Ártico y un registro cuidadoso de los objetos que recopiló, muchos de los cuales están identificados con el lugar y la fecha de recolección.
La colección del museo también incluye numerosas fotografías históricas, materiales de archivo y textos de referencia.
El Stonehenge de Maryhill, una réplica de hormigón de Stonehenge, se encuentra en el extremo este de la propiedad del Museo de Arte de Maryhill. Fue encargado por Sam Hill y dedicado en 1918 como un monumento a los caídos locales en la Primera Guerra Mundial. Se completó en 1929.

## Otras lecturas
- Richard Nelson y Marcia Ewing Current (1997). Loïe Fuller: Diosa de la luz. Boston: Northeastern University Press.
- McKenzie, A. Dean (1986). Espejos místicos: Iconos rusos en el Museo de Arte de Maryhill. Goldendale, WA: Maryhill Museum of Art.
- Pakula, Hannah (1994). La última romántica: Biografía de la reina Marie de Rumania. Nueva York: Simon and Schuster.
- Schafroth, Colleen (1990). Esculturas en miniatura: Juegos de ajedrez del Museo de Arte de Maryhill. Goldendale, WA: Maryhill Museum of Art.
- Scharlach, Bernice (1990). Big Alma: Alma Spreckels de San Francisco. San Francisco: Scottwall Associates.
- Tesner, Linda Brady (autora) y Robert M. Reynolds (fotógrafo) (2000). Museo de Arte de Maryhill. Portland, OR: Arcus Publishing. Théâtre De La Mode: Moda de muñecas:
- La supervivencia de la alta costura (2002). Portland, OR: Palmer/Pletsch Publishing.
- Tuhy, John E. (1991). Sam Hill: El príncipe del castillo en ninguna parte. Goldendale, WA: Maryhill Museum of Art.

- Datos: Q6781199
- Multimedia: Maryhill Museum of Art / Q6781199